# 市民館
市民館（しみんかん）とは、北海道函館市豊川町にあった複合公共施設である。

## 概要
1927年（昭和2年）3月26日に西川町遊園地→函館区日用品販売所跡に開館した公共施設。公設市場、公衆食堂、講堂があった。1933年（昭和8年）1月1日に時報サイレンを設置、同年に公設市場をリニューアル。1934年（昭和9年）3月21日発生の昭和9年函館大火により函館市役所庁舎（旧・函館区役所庁舎）の焼失により函館市役所第1仮庁舎になり閉館になった。公設市場は同年5月18日宝尋常高等小学校横に「函館中央公設小売市場」として移転開設された。